# Kendall Waston
Kendall Jamaal Waston Manley (Limón, Costa Rica, 1 de enero de 1988) es un futbolista costarricense que juega como defensa en el Deportivo Saprissa de la Primera División de Costa Rica.

## Trayectoria

### Deportivo Saprissa
Vio acción por primera vez con el grupo absoluto en la Copa Ricard 2008, de carácter amistoso, al entrar de cambio por Pablo Brenes al minuto 77' en la victoria 3-1 contra el Olimpia de Paraguay. Posteriormente quedó en la suplencia ante el Defensor Sporting de Uruguay y en la final del torneo fue titular frente al también equipo uruguayo Nacional, juego en el que se definió en los penales los cuales favorecieron a los adversarios. Después de la competición, el defensa realizó pruebas físicas en el club Nacional y el interés en adquirir los servicios del jugador fueron más recurrentes. Finalmente, el 26 de febrero se confirmó el préstamo de Kendall, quien se incorporaría al equipo una vez que concluyera el certamen local con los saprissistas.
Waston debutó con el primer equipo del Deportivo Saprissa el 8 de marzo de 2008, en el compromiso que disputó frente al Puntarenas en condición de local en el Estadio Ricardo Saprissa. El defensor apareció en el once titular bajo las órdenes del entrenador Jeaustin Campos, y aunque cometió una falta de penal al minuto 4' sobre Athim Rooper que posteriormente fue convertido en gol de los rivales, su club logró sobreponerse a la adversidad y ganar con cifras de 4-2. El jugador sumó un total de cuatro presencias y ganó el título del Campeonato de Verano —con cinco minutos de acción en la final de vuelta contra Alajuelense—, y el segundo lugar de la Copa de Campeones de la Concacaf después de haber perdido la última instancia ante el Pachuca de México.

### Club Nacional
En su llegada al Club Nacional a mediados de 2008, se estableció que Kendall estaría prestado por un periodo de seis meses y sus partidos serían en la Tercera División de Uruguay o liga de formativas. Al terminar su cesión, el defensor no llegó a disputar un juego con la categoría absoluta, ya que no entraba en los planes del director técnico Gerardo Pelusso.

### Deportivo Saprissa
El 6 de enero de 2009, se hizo oficial el regreso de Waston al Deportivo Saprissa para reforzar la zona defensiva. Su debut debió esperar hasta la tercera fecha del Campeonato de Verano, llevada a cabo el 31 de enero contra Ramonense en el Estadio Guillermo Vargas Roldán. En esa oportunidad ingresó como sustitución por Fernando Paniagua al minuto 82' y su club perdió 1-0. Marcó su primer gol como saprissista el 11 de marzo, al minuto 47' del primer tiempo en el encuentro frente a Liberia, para colocar la ventaja transitoria de 2-0. Las cifras finales fueron de triunfo 3-0. Participó en la semifinal de ida del 13 de mayo ante los liberianos en el Estadio Edgardo Baltodano, jugando solamente tres minutos tras entrar de relevo por Manfred Russell; el empate a un tanto prevaleció a la conclusión del tiempo reglamentario. La hegemonía morada terminó con la derrota inesperada de 0-1 en su propio estadio, por la vuelta de esta serie, en la cual Waston no vio minutos de acción. El espigado zaguero terminó el certamen con diez presencias y una anotación.
Su primera aparición en el Campeonato de Invierno 2009 se llevó a cabo el 16 de agosto, correspondiente a la tercera fecha en la visita contra San Carlos. Waston fue parte del once inicial y salió de cambio por el delantero Olman Vargas al minuto 46'. El marcador fue de victoria 1-2. Debutó en el certamen internacional de la Liga de Campeones de la Concacaf el 22 de septiembre, por el comienzo de la segunda vuelta ante Puerto Rico Islanders en el Estadio Juan Ramón Loubriel. En esa ocasión, entró como sustitución por el nicaragüense Yader Balladares al minuto 79', y en tiempo de reposición recibió un centro de Michael Barrantes para empalmar un cabezazo y así salvar la igualdad de 1-1. El 20 de octubre hizo uno de los tantos en la pérdida 1-2 contra Cruz Azul. Los resultados obtenidos por su club le impidieron el acceso a la siguiente ronda del torneo continental, quedándose en fase de grupos con cinco puntos. Waston terminó la competición local con cuatro apariciones, mientras que su conjunto fue eliminado de forma prematura al obtener el cuarto sitio de la tabla del grupo A, y séptimo de la general.

### Bayamón F. C.
El 2 de marzo de 2010, se oficializó el préstamo del jugador al Bayamón de Puerto Rico por un periodo de tres meses y medio, sin opción de compra. Junto a Waston llegó también el delantero César Elizondo y en su arribo se reencontró con Jeaustin Campos —entrenador que le hizo debutar profesionalmente—. Alcanzó un total de ocho presencias en liga y marcó cinco goles en el ámbito internacional del Campeonato de Clubes de la CFU. Al término del torneo regresó al Saprissa, dueño de su ficha.

### C. F. Universidad de Costa Rica
Con el Campeonato de Invierno 2010 en curso, el 9 de septiembre se llegó a un acuerdo para que la Universidad de Costa Rica adquiriera los servicios de Kendall Waston y Jorge Alejandro Castro, ambos a petición del entrenador Juan Diego Quesada por dos torneos cortos. Sin embargo, el zaguero llevó una cláusula en su contrato al dejarle ir de manera anticipada si algún club extranjero quisiese traerlo a sus filas. Apareció por primera vez el 19 de septiembre en el Estadio Ecológico, por la novena jornada frente al Herediano y jugando 16 minutos en la pérdida con cifras de goleada 0-4. El 10 de octubre hizo su primer gol vistiendo la camiseta celeste, para colocar el empate 1-1 ante San Carlos. Concretó dos tantos más, específicamente sobre Brujas (2-6) y Santos de Guápiles (2-2). Vio acción en un total de siete partidos y acumuló 358 minutos disputados. Los académicos terminaron en el último lugar del grupo B con ocho puntos, peligrando su permanencia para la segunda mitad de la temporada.
Para el Campeonato de Verano 2011, el jugador se convertiría rápidamente titular en su demarcación, con doce presencias en liga y anotando en una oportunidad sobre rivales como Barrio México (2-4) y Alajuelense (2-2). Su equipo terminó en el último sitio de la tabla general, por lo que descendió a la Segunda División.

### Pérez Zeledón
A mediados de 2011 tuvo el cuarto préstamo de su carrera al ser cedido por una temporada al Pérez Zeledón. Completó la totalidad de los minutos en su debut en la segunda jornada del Campeonato de Invierno, en la cual los generaleños triunfaron de forma ajustada 1-0. Hizo su primer gol el 24 de agosto, precisamente sobre el Deportivo Saprissa —club que le cedió— al minuto 43', para la ventaja momentánea de 2-1. No obstante, los adversarios igualarían 2-2. Kendall concluyó el certamen con cuatro tantos en diecisiete compromisos efectuados.
De igual manera que en la competencia anterior, el defensa fue importante en cada uno de los partidos que enfrentó durante el Campeonato de Verano 2012, consiguiendo dos goles y tres asistencias. Recibió su primera expulsión en la liga el 25 de marzo contra Puntarenas, en la victoria de su club 0-3. Su conjunto clasificó a las semifinales como líder pero perdió esta serie ante el Herediano, tras empatar 1-1 en la ida y sufrir el revés 0-2 en la vuelta.

### Deportivo Saprissa
El 29 de mayo de 2012, Waston fue presentado como nuevo refuerzo del Deportivo Saprissa junto a Mauricio Castillo y José Carlos Cancela, para afrontar el Campeonato de Invierno 2012. Su regularidad se vio opacada a causa de las múltiples ocasiones que fue relegado a la suplencia, así como las veces sin aparecer en las convocatorias del entrenador uruguayo Daniel Casas. El único juego que disputó la totalidad de los minutos se llevó a cabo el 1 de septiembre contra Belén, en la pérdida de los morados con marcador de 0-2. Su conjunto acabó en la segunda colocación y desarrolló las semifinales frente al Herediano, igualando 1-1 en la ida y saliendo con la derrota 0-1 del Estadio Ricardo Saprissa.

### Pérez Zeledón
El 4 de enero de 2013, Kendall fue enviado en condición de préstamo por segunda ocasión al Pérez Zeledón. Su primer partido como generaleño se dio el 13 de enero, en la visita al Estadio "Lito" Pérez contra Puntarenas. El zaguero completó la totalidad de los minutos y brindó una asistencia en la derrota con cifras de 3-2. Aportó con un gol el 3 de febrero en el juego frente a Limón en el Estadio Municipal, el conclusivo de la victoria 3-0. El 27 de febrero hizo una anotación en la derrota 1-2 de local ante el Deportivo Saprissa. Su primer doblete del torneo fue el 7 de abril, ambos tantos de cabeza contra Carmelita (3-1). En la semifinal de ida del 8 de mayo contra Herediano, Waston marcó dos goles a los minutos 79' y 87' para el empate momentáneo de 3-3, sin embargo el rival terminaría ganando 3-4 en el tiempo añadido. Su equipo no logró revertir la situación en el encuentro de vuelta de tres días después, a causa de la pérdida de 1-0. En total tuvo veintidós apariciones y acumuló seis tantos.

### Deportivo Saprissa
Tras la pausa de pretemporada y la incertidumbre sobre el futuro del defensor para el siguiente año deportivo, el 10 de junio de 2013 se confirmó la continuidad de Waston en el Deportivo Saprissa, al igual que su compañero Mauricio Castillo quien también había sido prestado a otro club, y de esta manera incorporándose a los entrenamientos bajo la dirección técnica de Ronald González.
El jugador estuvo ausente en los octavos y cuartos de final del Torneo de Copa 2013 debido a deberes internacionales con la selección costarricense, y volvió el 25 de julio para formar parte de la nómina que empató a un tanto la semifinal de ida, contra el Cartaginés en el Estadio "Fello" Meza. Kendall permaneció en la suplencia en esa ocasión. Se adueñó de un puesto en alineación titular el 31 de julio, por la vuelta de esta serie en el Estadio Nacional, y completando la totalidad de los minutos en la igualdad de 2-2. Al término del tiempo reglamentario, fueron requeridos los penales para determinar al vencedor, siendo Saprissa que avanzó a la última instancia con cifras de 7-6. El 4 de agosto, en el mismo escenario deportivo, se llevó a cabo la final de la competición frente a Carmelita, en la cual Waston nuevamente apareció en la estelaridad y contribuyó en su demarcación para mantener la valla invicta. Este juego se definió en los penales tras el empate en los 120 minutos y su club fue el ganador para adjudicarse con el título de campeón.
Debutó en la liga con la camiseta morada el 11 de agosto en el Estadio Nacional, por la primera fecha del Campeonato de Invierno 2013 contra Pérez Zeledón —su anterior equipo—. Kendall utilizó la dorsal «17», recibió tarjeta amarilla y fue titular los 90 minutos en la victoria con cifras de 4-2. El 26 de octubre hizo el gol de la victoria 2-1 sobre el Puntarenas en tiempo de descuento. El 17 de noviembre salió expulsado en el partido ante Belén, por una gresca con Heiner Mora. En su suspensión se perdió el compromiso de ida de las semifinales contra Alajuelense, el cual fue ganado por su club 1-0. Para la vuelta únicamente jugó 45 minutos en la pérdida por 1-0. Debido a la igualdad en la serie, el rival avanzó a la final por medio de la ventaja deportiva que obtuvo en la fase de clasificación.
Para el Campeonato de Verano 2014, el defensa fue prácticamente inamovible de la alineación estelar, y solo se perdió dos partidos por acumulación de tarjetas amarillas y seis encuentros por una rotura del ligamento acromioclavicular en el hombro derecho, que le alejó por un aproximado de seis semanas. En la fase de clasificación aportó a su equipo con seis anotaciones, incluyendo un doblete sobre el Santos de Guápiles en la octava fecha, y dio tres asistencias para ser determinante en un 36 por ciento en acciones de gol. Completó la totalidad de los minutos en las semifinales desarrolladas en el Estadio Ricardo Saprissa contra la Universidad de Costa Rica, con un tanto obtenido en la ida que culminó igualada 2-2. Su club superó esta serie por el resultado agregado de 4-2 y enfrentó la final —instancia a la que no llegaba desde hace cuatro años— ante Alajuelense. El 5 de mayo se presentó el empate 0-0 en la final de ida en el Estadio Morera Soto, y cinco días posteriores el triunfo 1-0 —con anotación de su compañero Hansell Arauz— en condición de local. Waston ganó nuevamente un título de liga y el histórico «30» para la institución saprissista.
Después del receso de mitad de año, Kendall volvió a la acción en el Torneo de Copa 2014 en su fase de grupos, donde su equipo obtuvo las victorias sobre Cariari (0-7), Santos de Guápiles (4-2) y Limón (2-4), para avanzar como líder a la siguiente ronda. Las dos semifinales contra el Herediano terminaron empatadas, por lo que fueron requeridos los lanzamientos desde el punto de penal para definir al clasificado. Waston, quien fungió como capitán en el partido, cobró exitosamente el octavo tiro y su equipo ganó esta serie con cifras de 6-5. Este fue el último compromiso del defensor como morado, ya que posteriormente se marcharía al Vancouver Whitecaps de la Major League Soccer.

### Vancouver Whitecaps
El 8 de agosto de 2014, el defensor fue presentado de manera formal en el equipo canadiense. Debutó el 23 de agosto en el compromiso que enfrentó a Los Angeles Galaxy en el StubHub Center, tras haber ingresado de cambio al minuto 79' y con la dorsal «4» por el gambiano Kekuta Manneh. El marcador terminó en derrota 2-0. Hizo su primer gol el 10 de septiembre en condición de local en el Estadio BC Place, en la victoria 2-0 sobre San Jose Earthquakes. En la última fecha marcó el gol del triunfo 1-0 ante Colorado Rapids, para clasificar a su equipo, como quinto lugar de la Conferencia Oeste, a la siguiente etapa del torneo. Sin embargo, su club quedaría eliminado en la ronda preliminar por la derrota 2-1 contra el Dallas. Estadísticamente sumó once presencias, en su mayoría como titular.
Para la temporada 2015 de su equipo, Kendall disputó veintiocho partidos de la fase regular del certamen de liga, sumado a otros dos por la etapa de semifinales de conferencia —donde su conjunto perdió 0-2 en el marcador global contra Portland Timbers—. Anotó dos goles, específicamente ante San Jose Earthquakes (3-1) y Houston Dynamo (3-0), brindó una asistencia y salió expulsado una vez. En paralelo con la competencia liguera, Waston también fue partícipe del Campeonato Canadiense y se proclamó campeón tras vencer al Montreal Impact en la última instancia. Además, su consolidación le permitió aparecer en el once ideal de la temporada, compartiendo la demarcación de defensa con el belga Laurent Ciman y el estadounidense Matt Hedges.

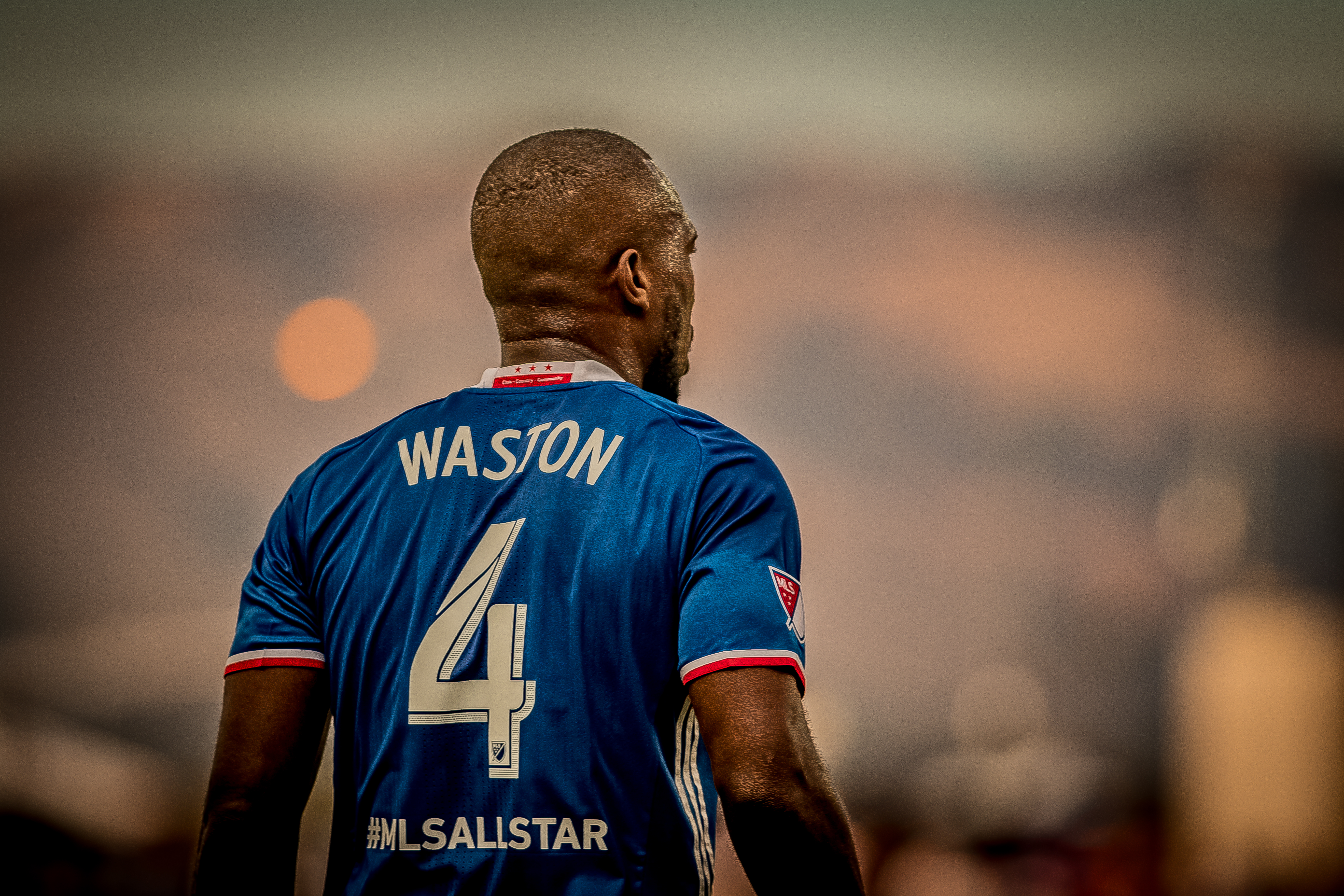
Waston como figura en el Juego de las Estrellas de la MLS 2016.

Empezó la Major League Soccer 2016 el 6 de marzo contra el Montreal Impact en condición de local, y recibió una asistencia del también costarricense Christian Bolaños para concretar su primer gol, en la reposición del segundo tiempo. Su equipo terminó perdiendo el partido con marcador de 2-3. Hizo un total de tres anotaciones en veintiséis presencias, recibió tres expulsiones a lo largo de la competición —dos de ellas por tarjeta roja directa y en una ocasión por doble acumulación de amonestaciones—, y el Vancouver quedó fuera de zona de clasificación tras obtener el octavo sitio de la tabla. Salió subcampeón del Campeonato Canadiense luego de perder la final por la regla de gol de visita frente al Toronto, y en el ámbito internacional disputó la fase de grupos de la Liga de Campeones de la Concacaf —clasificando con cuatro victorias a
la etapa eliminatoria—.
A partir del año 2017, el zaguero adquirió mayor protagonismo de su club al ser elegido como el capitán. Apareció en los cuartos de final del torneo de la confederación, en el empate en la ida a un tanto contra New York Red Bulls y la victoria de 2-0 en la vuelta. Sin embargo, en la semifinal de ida frente al Tigres de México, Kendall marcó accidentalmente un gol en propia puerta al minuto 66', para que el partido posteriormente terminara en derrota 2-0. Su grupo no logró revertir el resultado en el Estadio BC Place, marchándose de la competición con una nueva pérdida con cifras de 1-2. Sus primeros dos goles en la liga nacional se dieron el 3 de junio sobre el nuevo club Atlanta United, para el triunfo 3-1. El 9 de septiembre fue autor de uno de los tantos en la victoria 3-2 contra el Real Salt Lake. El 17 de octubre fue elegido como el mejor jugador del año en su club —siendo esta la segunda ocasión que recibe el galardón desde su llegada—. Alcanzó su cuarta anotación el 22 de octubre sobre el Portland Timbers en condición de visita. Tres días después apareció con un gol y una asistencia en la victoria con goleada 5-0 ante San Jose Earthquakes, para ganar la serie de ronda preliminar de la Conferencia Oeste. Su equipo quedaría eliminado por el Seattle Sounders en semifinales a inicios de noviembre. Waston terminó la temporada con veintiocho juegos disputados —en todos como titular—, asistió en dos ocasiones y marcó cinco tantos. El 16 de febrero de 2018, el defensa firmó el contrato de renovación con el equipo hasta 2019.
Jugó su primer partido de la Major League Soccer 2018 en la alineación estelar frente al Montreal Impact el 4 de marzo, en el Estadio BC Place. Waston completó la totalidad de los minutos en la victoria por 2-1. El 11 de mayo convierte el gol que le permitió a su equipo salvarse de la derrota frente al Houston Dynamo. Materializó un doblete cuyas anotaciones fueron de cabeza el 18 de agosto sobre el New York Red Bulls, en el empate 2-2 de local. Finalizó la competencia de liga con 26 apariciones y alcanzó 2219 minutos de acción. Adicionalmente, se quedó con el segundo lugar del Campeonato Canadiense tras perder la final contra el Toronto.

### F. C. Cincinnati

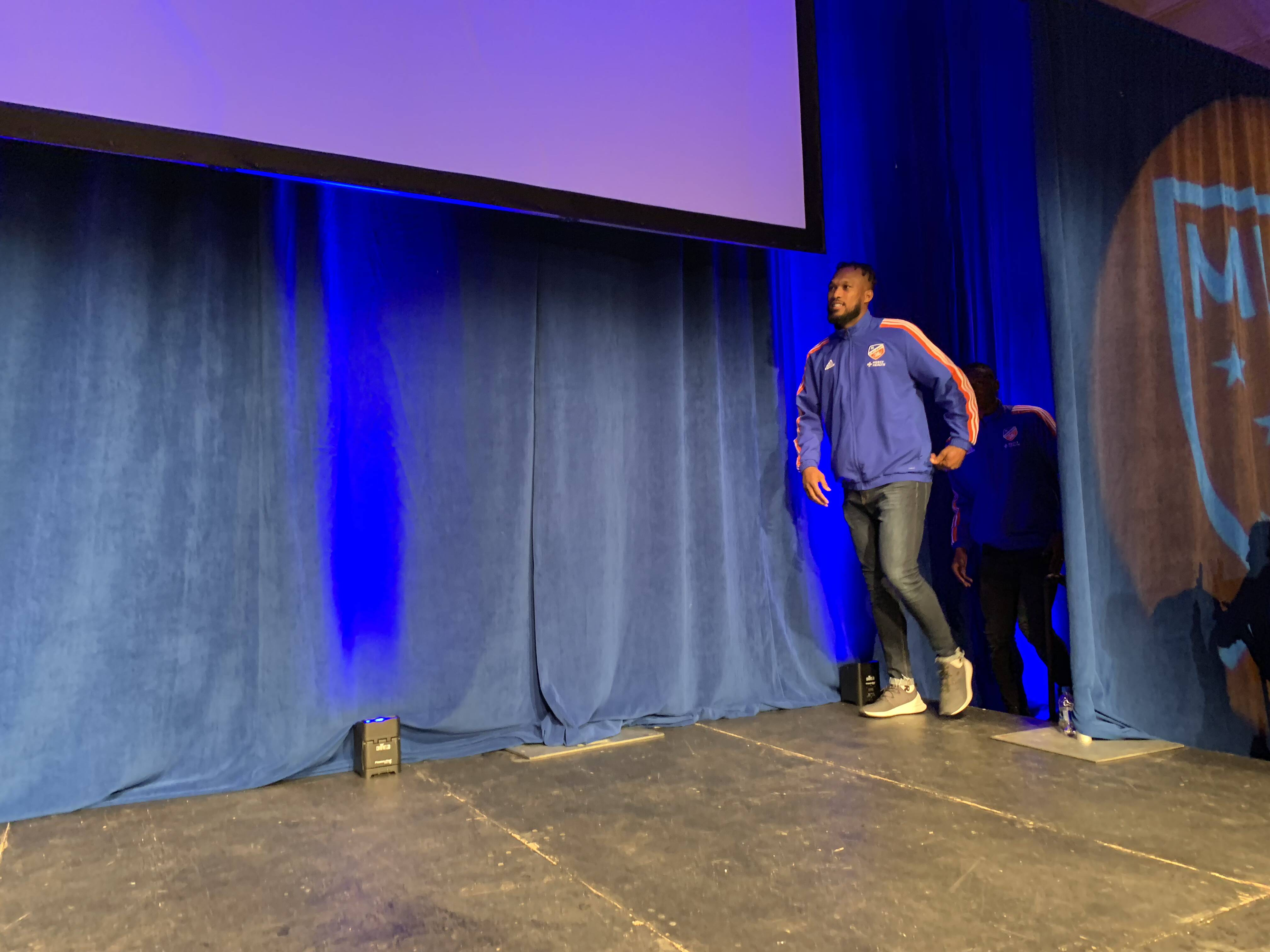
Kendall siendo presentado como jugador del Cincinnati.

El 11 de diciembre de 2018, Waston se convirtió en nuevo jugador del Football Club Cincinnati, nueva franquicia de la Major League Soccer para la siguiente temporada. Su equipo anterior recibiría las ganancias de más de $825.000 por su transferencia.
Debutó el 2 de marzo de 2019 por la primera fecha de la Major League Soccer ante el Seattle Sounders. Waston utilizó la dorsal «2» y completó la totalidad de los minutos en la derrota por 4-1. Su primer gol se dio el 17 de marzo en el Nippert Stadium sobre el Portland Timbers. La anotación de cabeza al minuto 15' significó la primera en la historia de su equipo en condición de local en la liga.
El 9 de noviembre de 2020, el club oficializa la salida de Waston tras finalizar la temporada de la Major League Soccer.

### Deportivo Saprissa
A principios de enero de 2021, Kendall sonó como opción para regresar al Deportivo Saprissa, pero no se concretó en primera instancia a pesar de la oferta extraordinaria que le propusieron. Aunque el defensor estuvo cerca de fichar con el Cartaginés, las negociaciones con el cuadro morado se reactivaron y la decisión quedó propiamente en el jugador. El 15 de enero confirma su incorporación como agente libre a Saprissa firmando hasta diciembre de 2023. Fue presentado formalmente ese mismo día con la dorsal «4». El 22 de enero fue su debut en un partido oficial por las semifinales de la Liga Concacaf en la victoria 5-0 sobre el Arcahaie, donde ingresó de cambio al minuto 59' por Esteban Espíndola. El 27 de enero convierte su primer gol de la campaña del Torneo de Clausura, mediante un cabezazo contra el Sporting para abrir la cuenta de anotaciones de la victoria 4-0. Cuatro días después concreta nuevamente, esta vez sobre el Cartaginés. El 14 de febrero salió expulsado en el duelo contra Limón, perdiéndose los dos compromisos siguientes y además debió pagar una multa de cien mil colones. Regresó el 3 de marzo anotando un gol de cabeza ante San Carlos (1-1). El 18 de abril fue dado de baja a causa de un esguince en su rodilla izquierda. El 2 de mayo reapareció tras su lesión en el partido de local contra el Santos de Guápiles, en el que se presentó la victoria de su escuadra por 3-1 y donde Waston reemplazó a Daniel Colindres para los últimos doce minutos. En la última fecha de la clasificación, Saprissa terminó accediendo a un puesto a la siguiente ronda de cuarto lugar. El 16 de mayo enfrentó a Alajuelense por la semifinal de ida, ganando por 4-3 pero Waston salió expulsado por doble acumulación de tarjetas amarillas al minuto 78'. Su sanción de cuatro partidos le impidió jugar más en el torneo. Tres días después y sin Kendall, su equipo manejó la ventaja para empatar 2-2 en el partido de vuelta. El 23 de mayo se dio el resultado favorable de 3-2 sobre el Herediano por la final de ida, mientras que el 26 de mayo se presentó el triunfo de 0-1 en la vuelta para proclamarse campeón. Waston consiguió un nuevo título con Saprissa y en esta competencia tuvo quince apariciones, marcó tres goles y colocó dos asistencias.
Waston pudo terminar su sanción que arrastró desde el campeonato anterior. Debutó en el Torneo de Apertura 2021 el 30 de julio, siendo titular en la totalidad de los minutos en la victoria de visita 0-3 sobre Pérez Zeledón. El 4 de agosto conquistó el título de la Supercopa luego de que su equipo venciera de forma contundente a Alajuelense por 4-1 en el Estadio Nacional. El 17 de agosto fue expulsado en el duelo contra el Cartaginés. Recibió una suspensión de un partido de castigo y además debió abonar una multa de setenta y cinco mil colones. Volvió de su inhabilitación el 28 de agosto convirtiendo de cabeza uno de los goles de la victoria por 4-2 frente a Alajuelense. El 19 de septiembre marcó dos anotaciones de cabeza sobre el Santos de Guápiles. El 23 de septiembre debutó por competencia internacional de la Liga Concacaf al enfrentar a Santa Lucía de Guatemala. Waston convirtió el gol de la victoria de visita por 0-2 en el duelo de ida de octavos de final. El 3 de noviembre hizo de cabeza uno de los goles en el juego de vuelta de cuartos de final sobre el Comunicaciones. El conjunto morado finalizó la competencia nacional con el subcampeonato tras perder la gran final frente al Herediano. Waston contabilizó veintidós presencias, marcó tres goles y dio una asistencia.
El defensa se perdió el inicio del Torneo de Clausura 2022 debido a su concentración con el combinado costarricense. El 4 de febrero se dio a conocer una lesión en el cartílago de la rodilla que lo mantuvo fuera del terreno de juego por un mes. Se reincorporó hasta el 3 de marzo. Debutó el 6 de marzo en la visita a Sporting, jugando la totalidad de los minutos donde su equipo ganó por 0-1. El 5 de abril fue dado de baja al sufrir un desgarro muscular en el recto femoral del muslo derecho durante el partido con la selección, por lo que requirió un proceso de recuperación de alrededor de cuatro semanas. Regresó el 11 de mayo y participó los últimos diecisiete minutos del triunfo 1-0 contra Sporting. El 19 de junio convirtió su primer gol para rescatar el empate 1-1 frente a Alajuelense, por la semifinal de ida del torneo.

## Selección nacional

### Categorías inferiores
El defensor entró en los planes del entrenador Geovanni Alfaro para enfrentar a principios de abril, con la Selección Sub-17 de Costa Rica, el Torneo de la Concacaf de 2005 que tuvo lugar precisamente en territorio costarricense. Los tres encuentros de su nación se llevaron a cabo en el Estadio Rosabal Cordero de Heredia, obteniendo dos victorias sobre Cuba (3-0) y El Salvador (2-1), así como la derrota contra Estados Unidos (2-1). Los resultados obtenidos obligaron a su conjunto a disputar el repechaje frente a Honduras, obteniendo la victoria de 2-1 en la ida y el empate 1-1 en la vuelta. De esta manera, su país clasificó a la Copa Mundial que tendría lugar ese mismo año.
Durante el mes de septiembre se realizó la fase de grupos del Mundial Sub-17 de 2005 en Perú. Su país enfrentó los juegos en el grupo A, logró dos empates a un gol ante China y Ghana y triunfó 2-0 sobre el anfitrión Perú, para clasificarse como líder con cinco puntos. Los Ticos posteriormente serían eliminados por México con marcador de 1-3 en la etapa de cuartos de final. Por otra parte, Kendall permaneció en el banquillo durante todos los compromisos y no vio acción.
El jugador fue tomado en cuenta por el entrenador Geovanni Alfaro para disputar, con la Selección Sub-20 de Costa Rica el Torneo de la Concacaf 2007 con miras hacia el Mundial de la categoría ese mismo año. La competencia fue distribuida en los países de Panamá y México, con un grupo cada uno. A su nación le correspondió el grupo B con sede en territorio mexicano, específicamente en el Estadio Banorte de Culiacán, Sinaloa. El primer compromiso tuvo como fecha el 21 de febrero, donde su grupo enfrentó al combinado de Jamaica. Los goles de sus compañeros Celso Borges y Jean Carlos Solórzano fueron fundamentales en la victoria de 0-2. Para el encuentro de dos días después, los costarricenses volvieron a triunfar, siendo esta vez con cifras de 3-2 sobre San Cristóbal y Nieves, mientras que el 25 de febrero se presentó el empate de 1-1 ante el anfitrión México. Con estos resultados, los Ticos quedaron igualados en puntos con los mexicanos, pero el gol diferencia determinó el segundo lugar para Costa Rica. Además, su país logró clasificar directamente a la Copa del Mundo.
Para la Copa Mundial Sub-20 de 2007 cuya sede fue organizada en Canadá, el defensa quedó incluido en la lista final para disputar la competencia, igualmente del director técnico Geovanni Alfaro. El 1 de julio fue el debut de los costarricenses en el Royal Athletic Park de Victoria, Columbia Británica, escenario donde tuvo como adversario a Nigeria. Por su parte, Waston aguardó desde la suplencia y el marcador fue con derrota de 1-0. Tres días después se desarrolló el compromiso contra Japón en el mismo estadio, lugar en el cual se presentó la nueva pérdida de 0-1. La tercera fecha del torneo fue el 7 de julio ante Escocia en el Estadio Swangard de Burnaby. A diferencia de los partidos anteriores, Kendall apareció en el once inicial y salió de cambio al minuto 89' por Marlon Camble, mientras que sus compañeros Pablo Herrera y Jonathan McDonald marcaron los tantos para la única victoria con cifras de 1-2. El rendimiento mostrado por su selección le permitió colocarse como tercero del grupo F, y en la tabla acumulada de los otros países que obtuvieron el mismo puesto, no pudo lograr la clasificación a la siguiente fase.
El zaguero fue convocado por Hernán Medford para llevar a cabo la eliminatoria al Preolímpico de Concacaf de 2008. Su país obtuvo el segundo lugar del grupo B, y por lo tanto debió disputar el repechaje contra Panamá. El encuentro de ida fue el 30 de noviembre de 2007 en condición de visitante. El único tanto lo marcó su compañero Ariel Santana, para el triunfo de 0-1. El 6 de diciembre, en la vuelta, el mismo resultado se repitió, esta vez con derrota en el Estadio Ricardo Saprissa —donde Waston salió expulsado al minuto 114'—. Debido a la igualdad de 1-1 en el global, los penales fueron requeridos para decidir al clasificado. Las cifras de 3-4 no favorecieron a su conjunto para el torneo final.

### Participaciones en juveniles
| Competición                       | Sede       | Resultado        |
| --------------------------------- | ---------- | ---------------- |
| Torneo Sub-17 de la Concacaf 2005 | Costa Rica | Clasificado      |
| Copa Mundial Sub-17 de 2005       | Perú       | Cuartos de final |
| Torneo Sub-20 de la Concacaf 2007 | México     | Clasificado      |
| Copa Mundial Sub-20 de 2007       | Canadá     | Fase de grupos   |

### Selección absoluta
El 16 de marzo de 2012, el entrenador colombiano de la Selección de Costa Rica Jorge Luis Pinto, divulgó la lista de convocados para afrontar el amistoso de visita ante Jamaica; en ella destacó la primera incorporación del defensor Kendall Waston. El partido se llevó a cabo en el Estadio Nacional de Kingston el 21 de marzo, escenario donde el zaguero permaneció en la suplencia y el marcador terminó empatado sin goles. De igual manera quedó en el banquillo en el fogueo del 11 de abril contra Honduras (1-1).
Fue parte de la nómina que enfrentó el 22 de marzo de 2013 el compromiso de la hexagonal eliminatoria frente a Estados Unidos, de visitante en el Dick's Sporting Goods Park, sin ver acción en la derrota de su grupo 1-0. Debutó como internacional absoluto el 28 de mayo, en un encuentro de preparación ante Canadá en el Commonwealth Stadium. En esa oportunidad entró de cambio por Osvaldo Rodríguez al minuto 77' y su compañero Jairo Arrieta fue el encargado de marcar el gol del triunfo 0-1. El 7 de junio apareció por primera vez en la eliminatoria, con 9 minutos de participación en la victoria ajustada 1-0 sobre Honduras.
Ante la lesión de Johnny Acosta el 4 de julio de 2013, el jugador fue llamado de último momento para la convocatoria de Pinto con miras a la Copa de Oro de la Concacaf 2013, con sede en Estados Unidos. Waston fue suplente en toda la competencia, donde su selección ganó los dos primeros encuentros de la fase de grupos contra Cuba (3-0) y Belice (1-0), para luego perder en la última fecha ante Estados Unidos (1-0). En la etapa de cuartos de final, su nación se vería superada por Honduras (1-0), quedándose fuera del certamen.
El 12 de mayo de 2014, el director técnico Pinto lo consideró en la lista preliminar de treinta jugadores, para disputar el Mundial de Brasil. Tras numerosos días de entrenamiento, precisamente el 30 de mayo, la lista se redujo a veintitrés integrantes que terminaron viajando a la competencia, donde Waston quedó descartado al igual que el centrocampista Carlos Hernández.
Debido a la baja del defensa Michael Umaña en la Copa de Oro de la Concacaf 2015, Waston fue convocado el 14 de julio por el estratega Paulo Wanchope para hacerle frente a la etapa eliminatoria del certamen. El 19 de julio fue la jornada de los cuartos de final en la que su país tuvo como rival al combinado de México, en el MetLife Stadium de Nueva Jersey. Kendall no vio acción en el partido mientras que los costarricenses salieron con la derrota de 1-0 al cierre del tiempo suplementario.
El 1 de octubre de 2015 fue tomado en cuenta, por primera vez por el entrenador Óscar Ramírez, para enfrentar los últimos dos partidos amistosos previo al arranque de la Eliminatoria a Rusia 2018, contra las selecciones de Sudáfrica y Estados Unidos. El 8 de octubre se desarrolló el compromiso ante los sudafricanos en el Estadio Nacional, donde Waston quedó en la lista de suplentes y su nación perdió 0-1 de forma inesperada. En contraste con el juego efectuado el 13 de octubre frente a los estadounidenses, el jugador completó la totalidad de los minutos en el triunfo 0-1, con gol de su compañero Joel Campbell.
El 5 de noviembre de 2015, Kendall apareció en la lista de Ramírez para afrontar los dos encuentros de la cuadrangular eliminatoria, ante los combinados de Haití y Panamá los días 13 y 17 de noviembre, respectivamente. En el primer juego clasificatorio efectuado en el Estadio Nacional, el jugador aguardó desde el banquillo en la victoria ajustada 1-0 sobre los haitianos. Para la visita contra los panameños en el Estadio Rommel Fernández, Waston fue novedad al completar la totalidad de los minutos y además aportar una asistencia de cabeza a su compañero Bryan Ruiz, para el gol de la ventaja transitoria de 0-1. El resultado terminó con cifras de 1-2 a favor de su equipo.
Marcó su primer gol como internacional absoluto el 15 de diciembre de 2015, en la victoria de su país 1-0 sobre la selección de Nicaragua en el Estadio Edgardo Baltodano.
El 22 de enero de 2016, el defensa entró en la nómina que disputaría el amistoso en fecha no FIFA contra Venezuela en la ciudad de Barinas. El partido se llevó a cabo el 2 de febrero en el Estadio Agustín Tovar; Waston fue titular los 90 minutos en la pérdida de 1-0.
En la reanudación de la eliminatoria mundialista, el defensa apareció en los dos partidos consecutivos contra Jamaica. El primero de ellos se dio en el Estadio Nacional de Kingston el 25 de marzo de 2016, empatado a un gol. Para el compromiso de cuatro días después en condición de local, los costarricenses ganarían con cifras de 3-0.
El 2 de mayo de 2016, Kendall fue considerado en la lista preliminar de cuarenta futbolistas para afrontar la Copa América Centenario. El 16 de mayo se confirmó la nómina definitiva que viajó a Estados Unidos, país organizador del evento, en la cual Waston quedó dentro de los seleccionados. Previo al certamen, el defensa jugó el amistoso del 28 de mayo en la victoria 2-1 sobre Venezuela. El 4 de junio dio inicio la competencia para su país, en el Estadio Citrus Bowl de Orlando, Florida contra Paraguay. El futbolista fue titular, salió expulsado al minuto 90' y el marcador terminó empatado sin goles. Cumplió la suspensión de un partido en la derrota de tres días después ante Estados Unidos (4-0), en el Soldier Field de Chicago. Retornó a la estelaridad el 11 de junio en la única victoria de 2-3 contra Colombia.
El 24 de agosto de 2016, el director técnico de la selección costarricense dio, en conferencia de prensa, la nómina para los dos últimos partidos de la cuadrangular, en la que el futbolista fue llamado. El 2 de septiembre se desarrolló el encuentro frente al combinado de Haití en el Estadio Sylvio Cator. En el transcurrir de los minutos, la situación táctica se tornó ríspida a causa del bloque defensivo y la corpulencia de cada futbolista rival. No obstante, un remate fuera del área ejecutado por su compañero Randall Azofeifa, en el segundo tiempo, fue suficiente para la victoria de 0-1. Con este resultado, los costarricenses aseguraron el pase a la siguiente ronda mundialista. Por otra parte, Waston alcanzó la totalidad de los minutos y acumuló su segunda tarjeta amarilla de la competencia, por lo que se perdió el partido de cuatro días después contra Panamá.
El 29 de septiembre de 2016, Ramírez anunció la convocatoria oficial para el juego de carácter amistoso frente al combinado de Rusia, donde Kendall quedó en la lista definitiva. El 9 de octubre se desarrolló el compromiso contra los rusos en la inauguración del Krasnodar Stadium. La disposición de sus compañeros en el primer tiempo hizo valer la consecución de los tantos de Randall Azofeifa y Bryan Ruiz, pero el rival descontó poco después. Antes del descanso, el gol en propia de Berezutski dio la ventaja de 1-3 a su país. Sin embargo, los locales igualaron rápidamente y, por otra parte, el director técnico Ramírez ordenó el ingreso de cambio de Joel Campbell, quien al minuto 90' provocó el penal que luego fue aprovechado por él mismo para el gol de la victoria 3-4. Por su parte, Waston entró de relevo al minuto 69' por Johnny Acosta para imponer su altura y evitar el ataque del rival.
El 2 de noviembre de 2016, el seleccionador nacional divulgó la base de futbolistas para los dos partidos de la fase hexagonal eliminatoria. Ramírez contó con Kendall para afrontar este tipo de compromisos. La fecha inaugural de esta fase tuvo lugar el 11 de noviembre, en el Estadio Hasely Crawford ante Trinidad y Tobago. Su país tuvo escaso control del balón durante la primera parte, debido a las imprecisiones en cuanto a pases y el orden táctico del rival, situaciones que balanceó en la etapa complementaria. El dinamismo que estableció su conjunto le permitió a su compañero Christian Bolaños abrir el marcador, quien además brindó una asistencia a Ronald Matarrita, al cierre del partido, para concretar el 0-2 final. La misma circunstancia se reiteró cuatro días después, en el Estadio Nacional, donde su nación recibió a Estados Unidos. El jugador se posicionó como defensa y el marcador definitivo fue de victoria 4-0.
El 17 de marzo de 2017, el estratega Óscar Ramírez realizó la nómina de jugadores para la reanudación de la Eliminatoria Mundialista de Concacaf. El defensa fue tomado en cuenta. El 24 de marzo fue el primer compromiso ante México en el Estadio Azteca —con Waston en la suplencia—. El tanto tempranero del rival al minuto 6' y el gol al cierre de la etapa inicial fueron fulminantes en el marcador definitivo con derrota de 2-0. Con este resultado, su nación sufrió el primer revés de la competencia y la valla invicta acabó en 186 minutos. La segunda visita de esta fecha FIFA se desarrolló cuatro días después contra Honduras en el Estadio Francisco Morazán. La situación de su conjunto se volvió un poco áspera por el gol transitorio del contrincante al minuto 35'. Con el reacomodo en la zona de centrocampistas, su selección tuvo más control del balón y al minuto 68' su compañero Christian Bolaños, quien había entrado de relevo, ejecutó un tiro de esquina que llegó a la cabeza de Kendall, el cual aprovechó su altura para conseguir la anotación que terminó siendo el empate.

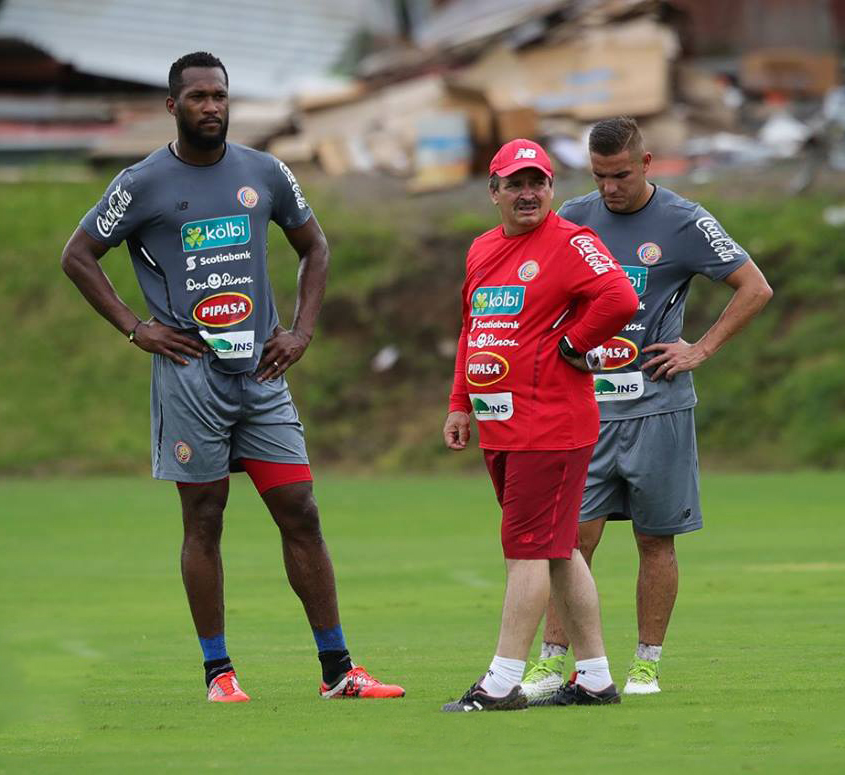
Waston (izquierda), junto a Óscar Ramírez (centro, entrenador) y David Guzmán (derecha) en la selección costarricense.

El siguiente llamado del estratega para conformar el conjunto Tricolor se dio el 26 de mayo de 2017, correspondiente a disputar los dos partidos consecutivos como local en el Estadio Nacional por la eliminatoria mundialista. Waston apareció en la lista. El primer encuentro tuvo lugar contra Panamá el 8 de junio, donde sus compañeros fueron los que tuvieron mayores oportunidades de anotar en los minutos iniciales. A causa de la expulsión del defensor Giancarlo González en el segundo tiempo, su equipo se vio obligado a variar el sistema y los rivales asumieron el rol en la ofensiva. Sin embargo, tras situaciones apremiantes de ambas naciones, el resultado empatado sin goles prevaleció al término de los 90 minutos. Con esto su país acabó con la racha de diez juegos sin ceder puntos como local en estas instancias. Además, los panameños puntuaron después de veintinueve años de no hacerlo en territorio costarricense. En el compromiso del 13 de junio frente a Trinidad y Tobago, Kendall salió de cambio al minuto 23' por Michael Umaña a causa de una lesión muscular, mientras que su país ganó con resultado de 2-1.
El 10 de julio de 2017, Kendall fue llamado de último momento por su selección en la realización de la Copa de Oro de la Concacaf, como sustitución del lesionado Bryan Oviedo. Al entrar cuando la competencia estuvo en curso, el defensor debió esperar hasta que su país completara la etapa de grupos. Su selección abrió la jornada de los cuartos de final el 19 de julio en el Lincoln Financial Field de Filadelfia, Pensilvania, contra Panamá —con Waston como titular utilizando la dorsal «24»—. Un testarazo del rival Aníbal Godoy mediante un centro de David Guzmán, al minuto 76', provocó la anotación en propia puerta de los panameños, lo que favoreció a su combinado en la clasificación a la otra instancia por el marcador de 1-0. La participación de su escuadra concluyó el 22 de julio en el AT&T Stadium, con la única pérdida en semifinales de 0-2 ante Estados Unidos.
El 25 de agosto de 2017 fue seleccionado en la lista de futbolistas para enfrentar el penúltimo par de juegos eliminatorios. El 1 de septiembre se produjo el primer juego ante el combinado de Estados Unidos en el Red Bull Arena de Nueva Jersey. Waston se desempeñó como defensor central en la totalidad de los minutos y el marcador se definió en victoria con cifras de 0-2, mediante el doblete de su compañero Marco Ureña. Para el segundo juego del 5 de septiembre contra México, de local en el Estadio Nacional, los costarricenses rescataron el empate a un tanto tras haber estado con el resultado adverso.
En la última lista para el cierre de la hexagonal, dada el 29 de septiembre de 2017, Waston fue considerado para asumir un rol en la titular como defensa. El 7 de octubre tuvo lugar el partido frente a Honduras en el Estadio Nacional, con las condiciones del clásico centroamericano al tratarse de un encuentro ríspido y físico. Su selección estuvo por debajo en el marcador por la anotación del rival, y de esta forma se vio obligada a variar el sistema táctico para evitar la derrota. Al minuto 94', su compañero Bryan Ruiz lanzó un centro desde el sector de la derecha para que el balón fuese recibido por Kendall, quien se había sumado al ataque y así imponer su altura con el cabezazo y empatar 1-1 de manera agónica. Con este resultado, su país aseguró una de las plazas directas al Mundial de Rusia 2018 que fueron otorgadas a la confederación.
De nuevo en periodo de fogueos internacionales, el 3 de noviembre de 2017 entró en la convocatoria para los dos partidos en el continente europeo. El 11 de noviembre apareció como titular, y salió reemplazado por Kenner Gutiérrez al minuto 63' contra España en el Estadio La Rosaleda de Málaga, donde las cifras de goleada 5-0 favorecieron a los adversarios. Tres días después vio desde la suplencia la nueva pérdida de su país, esta vez por 1-0 ante Hungría.
El 15 de marzo de 2018, el defensor recibió la convocatoria de Ramírez con miras a los nuevos encuentros amistosos en Europa. En el partido celebrado en Glasgow contra el combinado de Escocia, Waston permaneció en la suplencia en la victoria ajustada por 0-1. Cuatro días después, alcanzó la totalidad de los minutos en la derrota 1-0 ante Túnez en el Allianz Riviera de territorio francés.

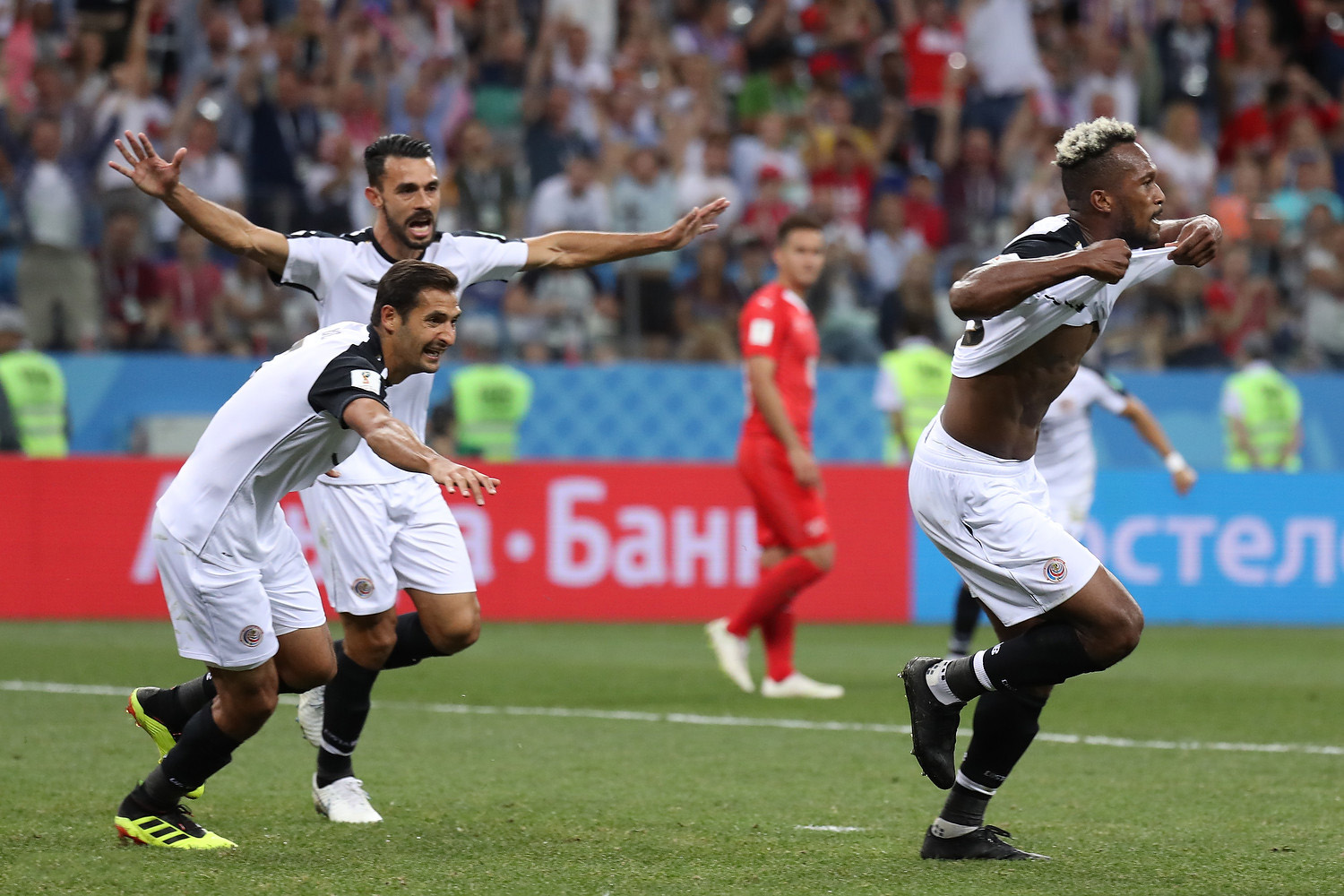
Kendall celebrando su gol en el Mundial 2018 contra Suiza.

El 14 de mayo de 2018, se anunció en conferencia de prensa del entrenador de la selección Óscar Ramírez, el llamado de los veintitrés futbolistas que harían frente al Mundial de Rusia, lista en la cual Waston quedó dentro del selecto grupo. Antes del certamen global, el 3 de junio enfrentó el partido de despedida en condición de local contra Irlanda del Norte en el Estadio Nacional. Kendall entró de cambio al minuto 73' por Giancarlo González en la victoria cómoda por 3-0. El 7 de junio vio acción los 90 minutos en la derrota de su nación con cifras de 2-0 ante Inglaterra en el Elland Road. Cuatro días después, estuvo presente en el amistoso celebrado en Bruselas contra Bélgica (revés 4-1) del cual no jugó.
El defensa permaneció en la suplencia en el juego inaugural de su selección en la Copa Mundial el 17 de junio de 2018 contra el equipo de Serbia en el Cosmos Arena de Samara, donde se presentó la derrota ajustada por 0-1. El 22 de junio, con la pérdida de 2-0 frente a Brasil, su país se quedaría sin posibilidades de avanzar a la siguiente ronda del torneo de manera prematura. El 27 de junio, ya en el partido de trámite enfrentando a Suiza en el Estadio de Nizhni Nóvgorod, Waston logró su debut oficial con la dorsal «19» y fue parte del once inicial —siendo la primera participación del jugador en la máxima competencia a nivel de selección—. Al minuto 56', marcó un gol de cabeza para poner el empate transitorio de 1-1 y al final el marcador reflejó la igualdad a dos anotaciones.
El 28 de agosto de 2018, Kendall fue incluido en la lista de convocados de la selección costarricense por el entrenador interino Ronald González, conformando el grupo que enfrentaría una serie de juegos amistosos en el continente asiático. El 2 de septiembre fue dado de baja por una lesión y su lugar fue tomado por Keyner Brown.
El 4 de octubre de 2018, en rueda de prensa del director técnico Ronald González, se hizo el llamado de Waston para disputar los fogueos de la fecha FIFA del mes. El primer duelo se realizó el 11 de octubre en el Estadio Universitario de Monterrey, en donde su combinado enfrentó al conjunto de México. El jugador se quedó sin ver acción y su país perdió con marcador de 3-2. El 16 de octubre completó la totalidad de los minutos en el partido celebrado en el Red Bull Arena de territorio estadounidense contra el equipo de Colombia. Kendall marcó un gol de cabeza al minuto 43' para colocar el empate transitorio a un tanto. El conjunto Tico cedió el resultado con cifras de 1-3.
El 8 de noviembre de 2018, entró en la lista del técnico González para efectuar los últimos partidos amistosos del año. El 16 de noviembre, su país enfrentó a Chile en el Estadio El Teniente, en el que Waston fue titular y marcó su primer doblete con el combinado costarricense a los minutos 35' y 59' para la victoria por 2-3. Se desempeñó en su demarcación en la totalidad de los minutos en el triunfo con el mismo marcador sobre Perú.
El 14 de marzo de 2019, el jugador recibe su primera convocatoria de la selección en el nuevo proceso dirigido por Gustavo Matosas, para afrontar un par de partidos amistosos del mes. El 22 de marzo, en el partido contra Guatemala (pérdida 1-0) en el Estadio Doroteo Guamuch, el defensor alcanzó la totalidad de los minutos. Para el compromiso de cuatro días después ante Jamaica en el Estadio Nacional, Waston participó 78 minutos en la victoria ajustada por 1-0.
El 22 de mayo de 2019, el futbolista fue tomado en cuenta por Matosas para enfrentar un amistoso en Sudamérica. El 5 de junio completó la totalidad de los minutos y recibió tarjeta amarilla en el duelo contra Perú (1-0), en el Estadio Monumental. Poco después se confirmó que Waston entró en la nómina oficial para disputar la Copa de Oro de la Concacaf. Hizo su debut en la competición el 16 de junio contra Nicaragua en el Estadio Nacional, juego que terminó en victoria por 4-0. Luego participó en el triunfo 2-1 sobre Bermudas y quedó en la suplencia en la derrota 2-1 frente a Haití. Su país se quedó en el camino al perder en penales por México en cuartos de final.
El 28 de agosto de 2019 entró en la lista de Matosas para jugar un fogueo. El 6 de septiembre disputó el partido celebrado en el Estadio Nacional contra Uruguay, donde completó la totalidad de los minutos y el marcador finalizó en pérdida por 1-2.
El 4 de octubre de 2019, es convocado por Ronald González para el inicio en la Liga de Naciones de la Concacaf. El 10 de octubre fue titular en el empate 1-1 de visita frente a Haití. Tres días después repitió su rol en la estelaridad en la igualada contra Curazao.
El 6 de noviembre de 2020, Waston recibió la convocatoria para disputar los últimos dos fogueos del año. El defensa jugó en ambos partidos ante Catar (empate 1-1) y País Vasco (derrota 2-1), donde su selección tuvo una discreta actuación.
El 18 de marzo de 2021, Kendall fue llamado por González para jugar dos fogueos de fecha FIFA en una gira europea. Su primer partido se dio el 27 de marzo en el estadio Bilino Polje ante el local Bosnia y Herzegovina, en el que Waston alcanzó la totalidad de los minutos y el marcador finalizó empatado sin goles. Tres días después, en el Stadion Wiener Neustadt de Austria, su selección perdió 0-1 contra México mientras que el zaguero fue nuevamente titular.
El 25 de mayo de 2021, integró la lista de la selección para enfrentar la fase final de la Liga de Naciones de la Concacaf. Sin embargo, cuatro días después se confirmó su baja por enfermedad.
El 25 de junio de 2021, el director técnico Luis Fernando Suárez definió la lista preliminar con miras hacia la Copa de Oro de la Concacaf, en la que se destaca la convocatoria de Kendall. Fue ratificado en la lista definitiva del 1 de julio. Jugó los dos partidos del grupo que finalizaron en victorias sobre Guadalupe (3-1) y Surinam (2-1). Se perdió el duelo contra Jamaica (1-0) debido a acumulación de tarjetas amarillas. El 25 de julio se presentó la eliminación de su país en cuartos de final por 0-2 frente a Canadá, duelo en el que quedó en la suplencia.
El 13 de agosto de 2021, recibió el llamado al combinado costarricense para enfrentar un amistoso contra El Salvador. En el duelo disputado el 21 de agosto en el Dignity Health Sports Park de Estados Unidos, Waston fue capitán y alcanzó la totalidad de los minutos del empate sin goles.
El 26 de agosto de 2021, Waston fue llamado por Suárez para iniciar la eliminatoria de Concacaf hacia la Copa del Mundo. El 2 de septiembre se dio la primera fecha de visita en el Estadio Rommel Fernández contra Panamá. Kendall permaneció en la suplencia y el resultado acabó empatado sin goles. Tres días después debutó en los últimos minutos de la derrota de local 0-1 ante México, donde Waston fue utilizado para una posición de delantero. El 8 de septiembre cerró la fecha FIFA del mes con la igualdad 1-1 en casa frente a Jamaica. El jugador nuevamente ingresó casi al cierre del partido.
El 30 de septiembre de 2021, Waston nuevamente fue incluido por Suárez para continuar con la triple fecha eliminatoria. El 7 de octubre completó la totalidad de los minutos en el empate sin goles frente a Honduras, de visita en el Estadio Olímpico Metropolitano. Tres días después como local, su selección venció por 2-1 a El Salvador donde Kendall permaneció en el banquillo. El 13 de octubre se dio la derrota de su conjunto ante Estados Unidos por 2-1 en el Lower.com Field. Waston participó los últimos siete minutos.
El 6 de noviembre de 2021, el futbolista integró la lista de convocados con el motivo de seguir la eliminatoria, siendo esta de doble fecha. El 12 de noviembre no gozó de minutos al quedarse en la suplencia donde su selección cayó por 1-0 contra Canadá. Cuatro días después entró de cambio por Ronald Matarrita al minuto 66' y participó del agónico triunfo 2-1 de local sobre Honduras.
El 21 de enero de 2022, el jugador fue incorporado a la lista de seleccionados de Suárez para afrontar tres partidos eliminatorios. Waston alcanzó la titularidad en la totalidad de los minutos en los duelos ante Panamá (victoria 1-0) en el Estadio Nacional del 27 de enero, tres días después contra México (empate 0-0) en el Estadio Azteca, y el 2 de febrero frente a Jamaica (triunfo 0-1) en el Estadio Nacional de Kingston.
El 18 de marzo de 2022, Suárez eligió a sus últimos futbolistas para el cierre de la eliminatoria donde Kendall nuevamente fue parte de dicha lista. Participó como titular en las victorias sobre Canadá (1-0), El Salvador (1-2) y Estados Unidos (2-0). Su selección finalizó en el cuarto puesto en zona de repechaje intercontinental.
El 13 de mayo de 2022, fue convocado a la lista de Suárez para la preparación de cara a la Liga de Naciones de la Concacaf. El 2 de junio se dio su debut como titular y capitán en la derrota 2-0 de visita contra Panamá. El 5 de junio no fue tomado en cuenta para la victoria 2-0 sobre Martinica.
El 14 de junio de 2022, jugó el segundo tiempo en el partido donde su combinado selló la clasificación a la Copa Mundial tras vencer 1-0 a Nueva Zelanda, por la repesca internacional celebrada en el país anfitrión Catar.

#### Participaciones internacionales
| Evento                                  | Sede                                  | Resultado        | Partidos | Goles |
| --------------------------------------- | ------------------------------------- | ---------------- | -------- | ----- |
| Copa América Centenario                 | Estados Unidos                        | Fase de grupos   | 2        | 0     |
| Copa de Oro de la Concacaf 2017         | Estados Unidos                        | Semifinales      | 2        | 0     |
| Copa de Oro de la Concacaf 2019         | Estados Unidos · Costa Rica · Jamaica | Cuartos de final | 3        | 0     |
| Liga de Naciones 2019-20                | Concacaf                              | Cuarto lugar     | 4        | 0     |
| Copa de Oro de la Concacaf 2021         | Estados Unidos                        | Cuartos de final | 2        | 0     |
| Liga de Naciones de la Concacaf 2022-23 | Concacaf                              | Fase de grupos   | 3        | 0     |
| Copa de Oro de la Concacaf 2023         | Estados Unidos · Canadá               | Por definir      | 3        | 1     |

#### Participaciones en eliminatorias
| Eliminatoria               | Sede   | Resultado   | Posición | Partidos | Goles |
| -------------------------- | ------ | ----------- | -------- | -------- | ----- |
| Clasificación Mundial 2014 | Brasil | Clasificado | 2.ª      | 1        | 0     |
| Clasificación Mundial 2018 | Rusia  | Clasificado | 2.ª      | 12       | 2     |
| Clasificación Mundial 2022 | Catar  | Clasificado | 4.ª      | 12       | 0     |

#### Participaciones en Copas del Mundo
| Mundial              | Sede  | Resultado      | Partidos | Goles |
| -------------------- | ----- | -------------- | -------- | ----- |
| Copa Mundial de 2018 | Rusia | Fase de grupos | 1        | 1     |
| Copa Mundial de 2022 | Catar | Fase de grupos | 3        | 0     |

## Estadísticas

### Clubes
Actualizado al último partido jugado el 22 de junio de 2022.
| Deportivo Saprissa Costa Rica |               |               |     |    |    |   |    |     |     |    |
| 1.ª | 2007-08       | 4             | 0   | —  | —  | 0 | 0  | 4   | 0   |    |
| Total club | Total club    | 4             | 0   | —  | —  | 0 | 0  | 4   | 0   |    |
| Club Nacional Uruguay |               |               |     |    |    |   |    |     |     |    |
| 1.ª | 2008-09       | 0             | 0   | —  | —  | — | —  | 0   | 0   |    |
| Total club | Total club    | 0             | 0   | —  | —  | — | —  | 0   | 0   |    |
| Deportivo Saprissa Costa Rica |               |               |     |    |    |   |    |     |     |    |
| 1.ª | 2008-09       | 10            | 1   | —  | —  | — | —  | 10  | 1   |    |
| 1.ª | 2009-10       | 4             | 0   | —  | —  | 3 | 2  | 7   | 2   |    |
| Total club | Total club    | 14            | 1   | —  | —  | 3 | 2  | 17  | 3   |    |
| Bayamón F. C. Puerto Rico |               |               |     |    |    |   |    |     |     |    |
| 1.ª | 2010          | 8             | 0   | —  | —  | 7 | 5  | 15  | 5   |    |
| Total club | Total club    | 8             | 0   | —  | —  | 7 | 5  | 15  | 5   |    |
| C. F. Universidad de Costa Rica Costa Rica |               |               |     |    |    |   |    |     |     |    |
| 1.ª | 2010-11       | 19            | 5   | —  | —  | — | —  | 19  | 5   |    |
| Total club | Total club    | 19            | 5   | —  | —  | — | —  | 19  | 5   |    |
| Pérez Zeledón Costa Rica |               |               |     |    |    |   |    |     |     |    |
| 1.ª | 2011-12       | 35            | 6   | —  | —  | — | —  | 35  | 6   |    |
| Total club | Total club    | 35            | 6   | —  | —  | — | —  | 35  | 6   |    |
| Deportivo Saprissa Costa Rica |               |               |     |    |    |   |    |     |     |    |
| 1.ª | 2012-13       | 3             | 0   | —  | —  | — | —  | 3   | 0   |    |
| Total club | Total club    | 3             | 0   | —  | —  | — | —  | 3   | 0   |    |
| Pérez Zeledón Costa Rica |               |               |     |    |    |   |    |     |     |    |
| 1.ª | 2012-13       | 22            | 6   | —  | —  | — | —  | 22  | 6   |    |
| Total club | Total club    | 22            | 6   | —  | —  | — | —  | 22  | 6   |    |
| Deportivo Saprissa Costa Rica |               |               |     |    |    |   |    |     |     |    |
| 1.ª | 2013-14       | 31            | 8   | 2  | 0  | — | —  | 33  | 8   |    |
| 1.ª | 2014-15       | —             | —   | 4  | 0  | — | —  | 4   | 0   |    |
| Total club | Total club    | 31            | 8   | 6  | 0  | — | —  | 37  | 8   |    |
| Vancouver Whitecaps Canadá |               |               |     |    |    |   |    |     |     |    |
| 1.ª | 2014          | 11            | 2   | —  | —  | — | —  | 11  | 2   |    |
| 1.ª | 2015          | 30            | 2   | 3  | 0  | 1 | 0  | 34  | 2   |    |
| 1.ª | 2016          | 26            | 3   | 2  | 0  | 3 | 0  | 31  | 3   |    |
| 1.ª | 2017          | 28            | 5   | 0  | 0  | 4 | 0  | 32  | 5   |    |
| 1.ª | 2018          | 26            | 3   | 3  | 0  | — | —  | 29  | 3   |    |
| Total club | Total club    | 121           | 15  | 8  | 0  | 8 | 0  | 137 | 15  |    |
| F. C. Cincinnati Estados Unidos |               |               |     |    |    |   |    |     |     |    |
| 1.ª | 2019          | 25            | 1   | 0  | 0  | — | —  | 25  | 1   |    |
| 1.ª | 2020          | 14            | 0   | 4  | 0  | — | —  | 18  | 0   |    |
| Total club | Total club    | 39            | 1   | 4  | 0  | — | —  | 43  | 1   |    |
| Deportivo Saprissa Costa Rica |               |               |     |    |    |   |    |     |     |    |
| 1.ª | 2020-21       | 15            | 3   | —  | —  | 3 | 0  | 18  | 3   |    |
| 1.ª | 2021-22       | 28            | 4   | 1  | 0  | 4 | 2  | 33  | 6   |    |
| Total club | Total club    | 43            | 7   | 1  | 0  | 7 | 2  | 51  | 9   |    |
| Total carrera | Total carrera | Total carrera | 339 | 49 | 19 | 0 | 25 | 9   | 383 | 58 |
| (1) Incluye datos del Torneo de Copa (2013-14) / Campeonato Canadiense (2015-18) / MLS is Back (2020) / Supercopa de Costa Rica (2021). (2) Incluye datos de la Copa de Campeones de la Concacaf (2008) / Liga de Campeones de la Concacaf (2009-21) / Campeonato de Clubes de la CFU (2010) / Liga Concacaf (2020-21). (3) No incluye goles en partidos amistosos. |               |               |     |    |    |   |    |     |     |    |

### Selección de Costa Rica
Actualizado al último partido jugado el 8 de julio de 2023.
| Selección                                            | Año | Eliminatorias | Eliminatorias | Eliminatorias | Continental | Continental | Continental | Mundial | Mundial | Mundial | Amistosos | Amistosos | Amistosos | Total | Total | Total  |
| Selección                                            | Año | Part.         | Goles         | Asist.        | Part.       | Goles       | Asist.      | Part.   | Goles   | Asist.  | Part.     | Goles     | Asist.    | Part. | Goles | Asist. |
| ---------------------------------------------------- | --- | ------------- | ------------- | ------------- | ----------- | ----------- | ----------- | ------- | ------- | ------- | --------- | --------- | --------- | ----- | ----- | ------ |
| Absoluta · Costa Rica                                |     |               |               |               |             |             |             |         |         |         |           |           |           |       |       |        |
| 2013                                                 | 1   | 0             | 0             | —             | —           | —           | —           | —       | —       | 1       | 0         | 0         | 2         | 0     | 0     |        |
| 2015                                                 | 1   | 0             | 1             | —             | —           | —           | —           | —       | —       | 3       | 1         | 0         | 3         | 1     | 1     |        |
| 2016                                                 | 5   | 0             | 0             | 2             | 0           | 0           | —           | —       | —       | 3       | 0         | 0         | 10        | 0     | 0     |        |
| 2017                                                 | 6   | 2             | 1             | 2             | 0           | 0           | —           | —       | —       | 1       | 0         | 0         | 9         | 2     | 1     |        |
| 2018                                                 | —   | —             | —             | —             | —           | —           | 1           | 1       | 0       | 6       | 3         | 0         | 7         | 4     | 0     |        |
| 2019                                                 | —   | —             | —             | 7             | 0           | 0           | —           | —       | —       | 4       | 0         | 0         | 11        | 0     | 0     |        |
| 2020                                                 | —   | —             | —             | —             | —           | —           | —           | —       | —       | 1       | 0         | 0         | 1         | 0     | 0     |        |
| 2021                                                 | 5   | 0             | 0             | 2             | 0           | 0           | —           | —       | —       | 3       | 0         | 0         | 10        | 0     | 0     |        |
| 2022                                                 | 7   | 0             | 0             | 1             | 0           | 0           | 3           | 0       | 0       | 2       | 2         | 0         | 13        | 2     | 0     |        |
| 2023                                                 | —   | —             | —             | 6             | 1           | 0           | —           | —       | —       | 2       | 0         | 0         | 8         | 1     | 0     |        |
| Total                                                | 25  | 2             | 1             | 20            | 1           | 0           | 4           | 1       | 0       | 25      | 6         | 0         | 74        | 10    | 1     |        |
| 1. 2. Fuente:Transfermarkt / National Football Teams |     |               |               |               |             |             |             |         |         |         |           |           |           |       |       |        |

#### Goles internacionales
| Núm. | Fecha                    | Lugar                                               | Rival      | Gol | Resultado | Competición                     |
| ---- | ------------------------ | --------------------------------------------------- | ---------- | --- | --------- | ------------------------------- |
| 1    | 15 de diciembre de 2015  | Estadio Edgardo Baltodano, Guanacaste, Costa Rica   | Nicaragua  | 1-0 | 1-0       | Amistoso internacional          |
| 2    | 28 de marzo de 2017      | Estadio Francisco Morazán, San Pedro Sula, Honduras | Honduras   | 1-1 | 1-1       | Eliminatoria del Mundial 2018   |
| 3    | 7 de octubre de 2017     | Estadio Nacional, San José, Costa Rica              | Honduras   | 1-1 | 1-1       | Eliminatoria del Mundial 2018   |
| 4    | 27 de junio de 2018      | Estadio de Nizhni Nóvgorod, Nizhni Nóvgorod, Rusia  | Suiza      | 1-1 | 2-2       | Mundial 2018                    |
| 5    | 16 de octubre de 2018    | Red Bull Arena, Nueva Jersey, Estados Unidos        | Colombia   | 1-1 | 1-3       | Amistoso internacional          |
| 6    | 16 de noviembre de 2018  | Estadio El Teniente, Rancagua, Chile                | Chile      | 0-1 | 2-3       | Amistoso internacional          |
| 7    | 16 de noviembre de 2018  | Estadio El Teniente, Rancagua, Chile                | Chile      | 0-2 | 2-3       | Amistoso internacional          |
| 8    | 27 de septiembre de 2022 | Estadio Mundialista de Suwon, Suwon, Corea del Sur  | Uzbekistán | 1-1 | 1-2       | Amistoso internacional          |
| 9    | 9 de noviembre de 2022   | Estadio Nacional, San José, Costa Rica              | Nigeria    | 2-0 | 2-0       | Amistoso internacional          |
| 10   | 4 de julio de 2023       | Red Bull Arena, Harrison, Estados Unidos            | Martinica  | 1-0 | 6-4       | Copa de Oro de la Concacaf 2023 |

## Palmarés

### Títulos nacionales
| Título                         | Club                | País       | Año  |
| ------------------------------ | ------------------- | ---------- | ---- |
| Primera División de Costa Rica | Deportivo Saprissa  | Costa Rica | 2008 |
| Torneo de Copa de Costa Rica   | Deportivo Saprissa  | Costa Rica | 2013 |
| Primera División de Costa Rica | Deportivo Saprissa  | Costa Rica | 2014 |
| Campeonato Canadiense          | Vancouver Whitecaps | Canadá     | 2015 |
| Primera División de Costa Rica | Deportivo Saprissa  | Costa Rica | 2021 |
| Supercopa de Costa Rica        | Deportivo Saprissa  | Costa Rica | 2021 |
| Primera División de Costa Rica | Deportivo Saprissa  | Costa Rica | 2022 |
| Primera División de Costa Rica | Deportivo Saprissa  | Costa Rica | 2023 |
| Supercopa de Costa Rica        | Deportivo Saprissa  | Costa Rica | 2023 |
| Primera División de Costa Rica | Deportivo Saprissa  | Costa Rica | 2023 |
| Primera División de Costa Rica | Deportivo Saprissa  | Costa Rica | 2024 |

### Galardones individuales
| Distinción                                                                         | Año  |
| ---------------------------------------------------------------------------------- | ---- |
| Mejor jugador de la temporada 2015 del Vancouver Whitecaps                         | 2015 |
| Incluido en el Once Ideal de la Major League Soccer 2015                           | 2015 |
| Equipo de la semana de la Major League Soccer 2016 Semanas 3, 27.                  | 2016 |
| Incluido en el Once ideal de las Eliminatorias Rusia 2018 Cuarta Ronda (Jornada 5) | 2016 |
| Equipo de la semana de la Major League Soccer 2017 Semanas 14, 25, 28, 30.         | 2017 |
| Mejor jugador de la temporada 2017 del Vancouver Whitecaps                         | 2017 |
| Incluido en el Once Ideal de la Major League Soccer 2017                           | 2017 |
| Incluido en el Once Ideal de la Concacaf del año 2017                              | 2017 |
| Equipo de la semana de la Major League Soccer 2018 Semanas 11, 25.                 | 2018 |
| Equipo de la semana de la MLS is Back Tournament Semana 3.                         | 2020 |
| Equipo de la semana de la Major League Soccer 2020 Semana 9.                       | 2020 |
| Once ideal de la jornada de la Eliminatoria al Mundial 2022 Jornadas 11, 12.       | 2022 |